# Fulan
Fulan (eller Fuluälven) är ett äldre namn på Västerdalälven, nu använt om ett av Västerdalälvens källflöden, som är 80 kilometer långt.
Fulan rinner upp i Övre Fulusjön i Älvdalens kommun ca 1 mil väster om Idre (vid riksväg 70 mot Norge) och strömmar söderut mot Mellersta Fulusjön och Nedre Fulusjön. Därpå böjer Fulan av åt sydost runt Fulufjället (1040 m ö.h.), sedan återigen åt söder. Vid Fulunäs ansluter sig Görälven västerifrån och nära nog fördubblar älvens vattenmängd. Härifrån kallas älven numera alltid för Västerdalälven. Fulans eget avrinningsområde är 882 km².